# تایرنزا (آرکانزاس)
تایرنزا، ارکنساس (به انگلیسی: Tyronza, Arkansas) یک منطقهٔ مسکونی در ایالات متحده آمریکا است که در شهرستان پوینست، آرکانزاس واقع شده‌است.

## خصوصیات
تایرنزا ۴٫۱ کیلومترمربع مساحت و ۷۶۲ نفر جمعیت دارد و ۶۹ متر بالاتر از سطح دریا واقع شده‌است.

## نگارخانه

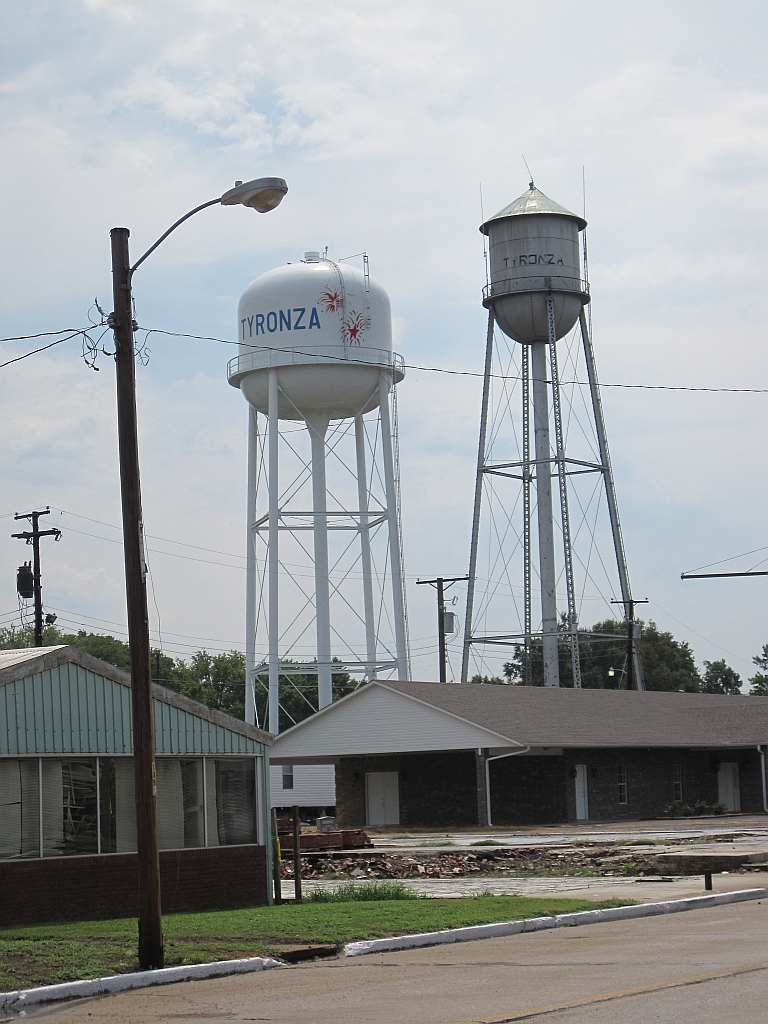
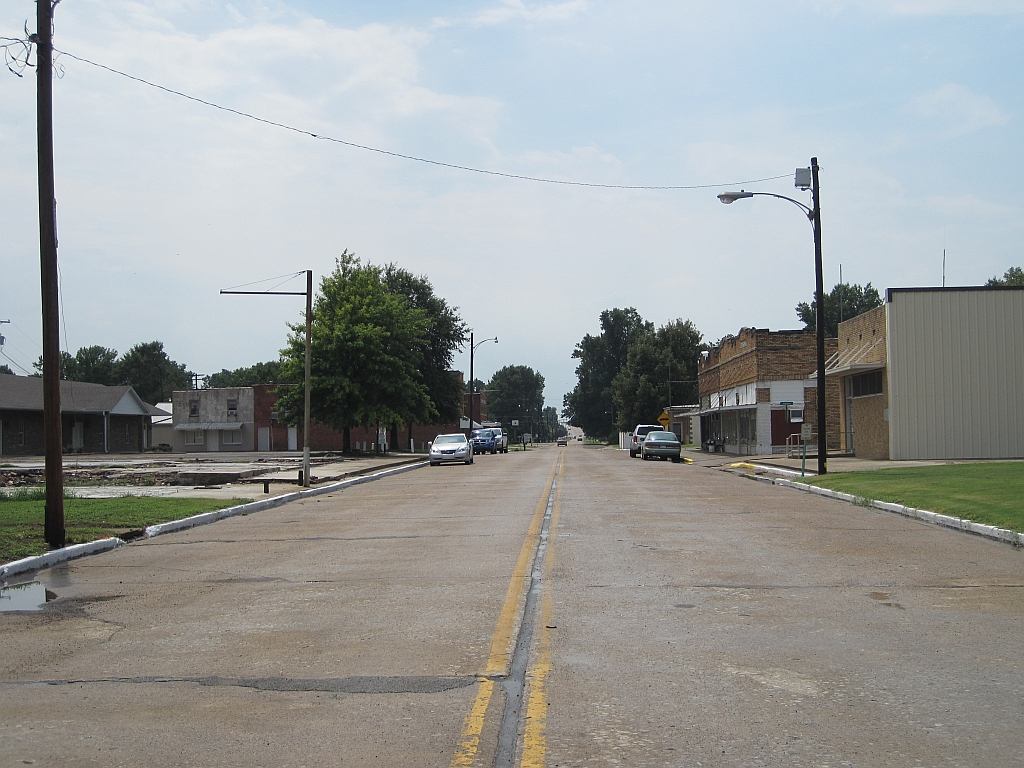